# Jacques Aimard de Moreton de Chabrillan
Pour les articles homonymes, voir Aimard.
Pour les autres membres de la famille, voir Famille Guigues de Moreton de Chabrillan.
Jacques-Aimard de Moreton, comte de Chabrillan, né le 10 janvier 1729 à Saint-Jean-le-Centenier mort le 21 octobre 1802, est un général de division de la Révolution française, qui participe à la guerre d'indépendance américaine,.

## Biographie
Jacques-Aimard de Moreton est le fils du comte Claude de Chabrillan  (mort en 1748) et de Marie de Verdelhan des Fourniels. 
Page de Louis XV en 1742 puis capitaine de cavalerie au régiment de Talleyrand le 2 janvier 1745, il obtient l'agrément du régiment de cavalerie de Chabrillan appartenant à son parent le 1er janvier 1749. Il est fait chevalier de Saint-Louis en 1756.
Le 20 février 1761, il est promu brigadier. Son régiment de cavalerie devant être réformé et incorporé à Royal Cravattes, il obtient le régiment de dragons de Marbeuf en novembre 1761. 
Fait maréchal de camp par brevet du 25 juillet 1762, il démissionne de son régiment de dragons en mai 1763. Il devient en 1770 capitaine des Gardes du Corps de Monsieur, comte de Provence, futur Louis XVIII. En 1781, il est inspecteur du corps des Carabiniers, puis lieutenant-général le 5 décembre de la même année. 
De son mariage, le 1er mars 1752 avec Bathilde Madeleine Félicité de Verdelhan des Fourniels, il a un fils :
- Jacques Henri Sébastien César de Moreton de Chabrillan (1752 † 1795), comte de Chabrillan, général de brigade. Le fils aîné de ce dernier, Aimé Jacques Marie Constant (1780 † 1847) fut comte sous l'Empire.